# 花隈站
花隈站（日语：／ Hanakuma eki */?）是位於日本兵庫縣神戶市中央區北長狹通，屬於阪急電鐵神戶高速線的鐵路車站。車站編號為HK-17。

## 歷史
- 1968年（昭和43年）4月7日 - 隨著神戶高速鐵道開通，本站開業[1]。
- 1995年（平成7年）
  - 1月17日 - 由於阪神大地震的關係，本站暫停使用[3]。
  - 2月6日 - 本站設置折返設備，與新開地站之間復駛[2]。
  - 6月1日 - 阪急三宮站到本站間復駛（同年8月13日神戶高速全線復駛）[2]。
- 2013年（平成25年）12月21日 - 導入車站編號[4]。
- 2020年（令和2年）3月14日 - 設置電梯[5]。

## 車站構造
對向式月台2面2線的地底車站。

### 月台配置
| 月台 | 路線       | 方向 | 目的地                                       |
| ---- | ---------- | ---- | -------------------------------------------- |
| 1    | 神戶高速線 | 下行 | 新開地、山陽電鐵線（明石、姬路）方向         |
| 2    | 神戶高速線 | 上行 | 大阪梅田、神戶三宮、西宮北口、京都、寶塚方向 |

## 使用狀況
2021年全年平均上下車人次為6,117人。
近年1日平均上車人次如下表。為阪急電鐵特急停車站中最少。阪急電鐵全線中排名第81位。
| 年度               | 1日平均 上車人次 |
| ------------------ | ---------------- |
| 2007年（平成19年） | 3,765            |
| 2008年（平成20年） | 3,688            |
| 2009年（平成21年） | 3,468            |
| 2010年（平成22年） | 3,751            |
| 2011年（平成23年） | 3,981            |
| 2012年（平成24年） | 3,997            |
| 2013年（平成25年） | 4,378            |
| 2014年（平成26年） | 4,299            |
| 2015年（平成27年） | 4,456            |
| 2016年（平成28年） | 4,589            |
| 2017年（平成29年） | 4,712            |
| 2018年（平成30年） | 4,512            |
| 2019年（令和元年） | 4,768            |

## 車站周邊
- 花隈站大樓（Metro Heights花隈 東出口）
- 花隈公園（花隈城跡）
- 本願寺神戶別院
- 宇治川商店街
- 元町商店街
- 元町高架通商店街 - 位於東西兩出口南方的JR神戶線高架下。
- 波止場町TEN×TEN
- 中突堤、美利堅公園
  - 神戶港塔
  - 神戶海洋博物館
  - 神戶美利堅公園東方酒店
- 隈醫院
- 神戶下山手郵局
- 神戶市營地下鐵海岸線 港元町站 - 位於南側100m。
- 阪神電氣鐵道神戶高速線 西元町站 - 位於西側200m。

## 相鄰車站
阪急電鐵
 神戶高速線（神戶高速鐵道東西線）
■特急、■通勤特急、■快速急行、■急行、■通勤急行、■S特急、■普通（急行只限下行，通勤急行、S特急只限上行運行）
神戶三宮（HK-16）－花隈（HK-17）－高速神戶（HS 35）

## 外部連結
- 花隈 - 阪急電鐵